# Achalpur
Achalpur, auparavant appelée Ellichpur et Illychpur, est une ville et un conseil municipal du district d'Amravati dans l'État indien du Maharashtra. Lors du recensement de l'Inde de 2011, sa population s'élève à 112 293 habitants.